# Chung kết Cúp FA 2018
Chung kết Cúp FA 2018  là trận chung kết lần thứ 137 của Cúp FA, một giải đấu bóng đá lâu đời nhất trên thế giới. Nó sẽ diễn ra trên Sân vận động Wembley tại Luân Đôn của nước Anh. Nó sẽ được chơi vào ngày 19 tháng 5 năm 2018 giữa Manchester United và Chelsea. Trận chung kết này sẽ là trận chung kết thứ hai liên tiếp với Chelsea sau thất bại trước Arsenal trong trận chung kết năm ngoái. Đây cũng là lần gặp lại lần thứ hai giữa hai đội ở trận chung tại sân mới Wembley. Ở trận chung kết trước đó, Chelsea giành chiến thắng trong trận chung kết năm 2007. Nếu Chelsea thắng, họ sẽ đủ điều kiện tham dự vòng bảng UEFA Europa League 2018–19, trong khi đó Manchester United đủ điều kiện tham dự UEFA Champions League 2018–19 nếu họ duy trì được vị trí thứ hai của họ ở giải đấu trong nước. Đội chiến thắng cũng sẽ giành quyền tham dự trận Siêu cúp Anh 2018 với nhà đương kim vô địch Giải bóng đá Ngoại hạng Anh 2017–18 đó là Manchester City. 
Hai đội đã gặp nhau hai lần trước đó trong trận chung kết Cúp FA, mỗi đội thắng một trận. Trận chung kết đầu tiên vào năm 1994, khi đó Manchester United thắng 4–0. Còn gần đây nhất là vào năm 2007, huấn luyện viên Manchester United José Mourinho khi đó đang dẫn dắt Chelsea đã giành thắng lợi với tỷ số 1–0 sau thời gian hiệp phụ.
Vào ngày 24 tháng 4 năm 2018, Michael Oliver là trọng tài bắt chính của trận đấu đó. Nó sẽ là trận chung kết được sử dụng video hỗ trợ trọng tài (VAR).

## Đường đến trận chung kết

### Chelsea
| Vòng                                                          | Đối thủ                           | Tỷ số                    |
| ------------------------------------------------------------- | --------------------------------- | ------------------------ |
| 3 Đá lại                                                      | Norwich City (A) Norwich City (H) | 0–0 1–1 (s.h.p.) (5–3 p) |
| 4                                                             | Newcastle United (H)              | 3–0                      |
| 5                                                             | Hull City (H)                     | 4–0                      |
| TK                                                            | Leicester City (A)                | 2–1 (s.h.p.)             |
| BK                                                            | Southampton (N)                   | 2–0                      |
| Ký hiệu: (H) = Sân nhà; (A) = Sân khách; (N) = Sân trung lập. |                                   |                          |

Chelsea là đại diện đến từ Premier League bước vào vòng ba của Cúp FA với Norwich City vào ngày 7 tháng 1 tại Carrow Road, trận đấu kết thúc với tỉ số hòa 0-0. Trận đấu được tổ chức đá lại vào ngày 18 tháng 1 và kết thúc với trận hòa 1-1 với các bàn thắng của Michy Batshuayi ở phút thứ 55 và Jamal Lewis ở phút thứ 90. Trận đấu bước vào thời gian hiệp phụ và loạt sút luân lưu. Trận đấu kết thúc với việc Chelsea thắng sau loạt đá luân lưu với tỷ số 5-3. Ở vòng thứ tư, họ gặp Newcastle United (đại diện đến từ Premier League) tại sân nhà Stamford Bridge. Cả hai bàn thắng của Batshuayi và một bàn thắng của Marcos Alonso đã đưa họ giành chiến thắng 3–0. Ở vòng thứ năm, Chelsea phải đối mặt với một đại diện đến từ EFL Championship đó là Hull City. Hai bàn thắng của Willian, một bàn thắng cho Pedro và một bàn thắng cho Olivier Giroud đã đưa họ giành chiến thắng 4–0. Trong trận tứ kết, họ phải viếng thăm sân vận động King Power để đối đầu với Leicester City. Bàn thắng của Chelsea đến từ Álvaro Morata và bàn gỡ hòa của Leicester đến từ Jamie Vardy đã đưa trận đấu đến với hiệp phụ. Trong hiệp một của hiệp phụ, cầu thủ vào sân thay người Pedro ghi bàn thắng để đưa Chelsea vào vòng bán kết tại Wembley để đối đầu với Southampton. Trong trận bán kết cúp FA, bàn thắng của cả hai tiền đạo Giroud và Morata là đủ để thắng Southampton với tỷ số 2-0, đưa Chelsea trở lại trận chung kết Cúp FA trong mùa giải thứ hai liên tiếp. Chelsea đang tìm kiếm chiến thắng thứ 8 của trận chung kết Cúp FA qua đó cân bằng thành tích mà Tottenham Hotspur đang nắm giữ.

### Manchester United
| Vòng                                                          | Đối thủ                    | Tỷ số |
| ------------------------------------------------------------- | -------------------------- | ----- |
| 3                                                             | Derby County (H)           | 2–0   |
| 4                                                             | Yeovil Town (A)            | 4–0   |
| 5                                                             | Huddersfield Town (A)      | 2–0   |
| TK                                                            | Brighton & Hove Albion (H) | 2–0   |
| BK                                                            | Tottenham Hotspur (N)      | 2–1   |
| Ký hiệu: (H) = Sân nhà; (A) = Sân khách; (N) = Sân trung lập. |                            |       |

Manchester United là một đại diện của Premier League bước vào cuộc thi ở vòng ba, nơi họ bị cầm hòa trên sân nhà của đại diện EFL Championship đó là Derby County. Tại Old Trafford, United thắng 2–0 với các bàn thắng của Jesse Lingard và Romelu Lukaku. Ở vòng tiếp theo, United bốc thăm được gặp đại diện đến từ Football League đó là Yeovil Town ở sân khách. Tại Huish Park, họ thắng 4–0 với những bàn thắng của Marcus Rashford, Ander Herrera, Jesse Lingard và Romeu Lukaku. Ở vòng thứ năm, Manchester United đã được bốc thăm gặp ngay đại diện đến từ Premier League đso là Huddersfield Town tại sân vận động John Smith. Họ vượt qua nhờ cú đúp bàn thắng của tiền đạo Romelu Lukaku trong chiến thắng 2–0. Trong trận tứ kết, họ đã gặp đại diện Premier League đó là Brighton & Hove Albion tại Old Trafford. Manchester United đã tiến vào vòng bán kết sau chiến thắng 2–0 với những bàn thắng của Lukaku và Nemanja Matić. Trong trận bán kết tại sân vận động Wembley với đối thủ đến từ Premier League đó là Tottenham Hotspur, Manchester United đã lọt vào trận chung kết lần thứ 20 sau khi lội ngược dòng thành công để giành chiến thắng 2-1 với các bàn thắng của Alexis Sánchez và Herrera. Manchester United đang nỗ lực để tìm kiếm một chiến thắng trong trận chung kết lần này qua đó cân bằng kỷ lục của Arsenal với 13 chức vô địch Cúp FA.

## Trước trận đấu
Để tưởng nhớ đến công lao của cựu cầu thủ của cả Chelsea và Manchester United đó là tiền vệ Ray Wilkins, người mà đã mất vào ngày 4 tháng 4, trước trận đấu sẽ chiếu một đoạn video trên màn hình ở sân vận động về những khoảnh khắc của cựu tiền vệ này. Wilkins đã giành cúp FA với cả hai đội, anh ghi bàn cho United trong trận chung kết Cúp FA năm 1983 và chiến thắng ba lần với tư cách là trợ lý huấn luyện viên của Chelsea vào các năm 2000, 2009 và 2010.

## Trận đấu

### Chi tiết
| Chelsea      | 1-0 | Manchester United |
| ------------ | --- | ----------------- |
| Hazard 22' p |     |                   |

| Chelsea | Manchester United |

| GK               | 13 | Thibaut Courtois  | 90+3' |       |
| CB               | 28 | César Azpilicueta |       |       |
| CB               | 24 | Gary Cahill (c)   |       |       |
| CB               | 2  | Antonio Rüdiger   |       |       |
| RM               | 15 | Victor Moses      |       |       |
| CM               | 14 | Tiémoué Bakayoko  |       |       |
| CM               | 7  | N'Golo Kanté      |       |       |
| CM               | 4  | Cesc Fàbregas     |       |       |
| LM               | 3  | Marcos Alonso     |       |       |
| CF               | 10 | Eden Hazard       |       | 90+1' |
| CF               | 18 | Olivier Giroud    |       | 89'   |
| Dự bị:           |    |                   |       |       |
| GK               | 1  | Willy Caballero   |       |       |
| DF               | 21 | Davide Zappacosta |       |       |
| DF               | 50 | Trevoh Chalobah   |       |       |
| MF               | 8  | Ross Barkley      |       |       |
| MF               | 11 | Pedro             |       |       |
| MF               | 22 | Willian           |       | 90+1' |
| FW               | 9  | Álvaro Morata     |       | 89'   |
| Huấn luyện viên: |    |                   |       |       |
| Antonio Conte    |    |                   |       |       |

| GK               | 1  | David de Gea         |     |     |
| RB               | 25 | Antonio Valencia (c) | 58' |     |
| CB               | 12 | Chris Smalling       |     |     |
| CB               | 4  | Phil Jones           | 21' | 87' |
| LB               | 18 | Ashley Young         |     |     |
| CM               | 21 | Ander Herrera        |     |     |
| CM               | 31 | Nemanja Matić        |     |     |
| CM               | 6  | Paul Pogba           |     |     |
| RF               | 14 | Jesse Lingard        |     | 73' |
| CF               | 19 | Marcus Rashford      |     | 73' |
| LF               | 7  | Alexis Sánchez       |     |     |
| Dự bị:           |    |                      |     |     |
| GK               | 20 | Sergio Romero        |     |     |
| DF               | 3  | Eric Bailly          |     |     |
| DF               | 36 | Matteo Darmian       |     |     |
| MF               | 8  | Juan Mata            |     | 87' |
| MF               | 39 | Scott McTominay      |     |     |
| FW               | 9  | Romelu Lukaku        |     | 73' |
| FW               | 11 | Anthony Martial      |     | 73' |
| Huấn luyện viên: |    |                      |     |     |
| José Mourinho    |    |                      |     |     |

| Cầu thủ xuất sắc nhất trận đấu: Antonio Rüdiger (Chelsea) Các trợ lý trọng tài: Ian Hussin (Liverpool) Lee Betts (Norfolk) Trọng tài thứ tư: Lee Mason (Lancashire) Trọng tài thứ 5: Constantine Hatzidakis (Kent) Video hỗ trợ trọng tài: Neil Swarbrick (Lancashire) Trợ lý Video hỗ trợ trọng tài: Mick McDonough (Northumberland) | Quy định trận đấu - 90 Phút thi đấu chính thức. - 30 phút cho hiệp phụ nếu kết quả hòa. - Sút luân lưu 11m nếu kết quả vẫn hòa. - 7 cầu thủ dự bị. - Thay tối đa là ba cầu thủ và được phép thay thêm 1 cầu thủ trong thời gian hiệp phụ. |

### Số liệu thống kê
| Thống kê             | Chelsea | Manchester United |
| -------------------- | ------- | ----------------- |
| Tổng số cú sút       | 6       | 18                |
| Cú sút trúng đích    | 3       | 5                 |
| Phạt góc             | 5       | 9                 |
| Phạm lỗi             | 11      | 13                |
| Tỉ lệ kiểm soát bóng | 33%     | 67%               |
| Thẻ vàng             | 1       | 2                 |
| Thẻ đỏ               | 0       | 0                 |